# Alchemilla burgensis
Alchemilla burgensis är en rosväxtart som beskrevs av S. Fröhner. Alchemilla burgensis ingår i släktet daggkåpor, och familjen rosväxter. Inga underarter finns listade i Catalogue of Life.